# Dusk... and Her Embrace ~ The Original Sin
Dusk... and Her Embrace ~ The Original Sin è una compilation del gruppo musicale britannico Cradle of Filth, pubblicata l'8 luglio 2016 dalla Cacophonous Records.
Si tratta della versione registrata nel 1995, con la precedente formazione, del secondo album in studio dei Cradle of Filth: Dusk... and Her Embrace. In accordo con la band è stato pubblicato nel 2016 dalla Cacophonous Records, l'etichetta discografica che ne detiene i diritti.
Le registrazioni, contenute in dei nastri DAT, son state rimasterizzate dal produttore degli ultimi album della band: Scott Atkins.

## Il disco
Registrato con una differente formazione, Dusk... and Her Embrace ~ The Original Sin si presenta anche con una diversa disposizione delle tracce, rispetto a Dusk... and Her Embrace. Alcune di queste non erano presenti nel disco originario del '96 e viceversa; qualcun'altra ha un altro titolo e, le ultime due sono dei demo.
Macabre, This Banquet contiene le basi dell'Intro "originale" Humana Inspired to Nightmare. La successiva Nocturnal Supremacy (non presente nella precedente versione) sarebbe la prima di tre registrazioni effettuate in studio per questa traccia. Dalla lista manca, invece, Malice Through the Looking Glass, composta molto probabilmente con la nuova formazione. La ex-conclusiva traccia finale Haunted Shores compare come The Haunted Shores of Avalon. Mentre Carmilla’s Masque, apparsa in precedenza nella famosa Coffin Box come bonus track, viene posta come Outro. All'album sono state aggiunte due versioni demo di A Gothic Romance e Nocturnal Supremacy.
Lo stile in queste sessioni appare ancora legato alle origini della band e, in un certo qual senso, è più ancestrale e operistico, benché si evinca già quel certo ammorbidimento del sound che porterà il gruppo al futuro successo. La struttura dei brani, qui già presente, verrà leggermente modificata e snellita. Mentre, invece, le varie tracce vocali verranno affinate e ampliate successivamente.
Comunque sia, le registrazioni effettuate con questi componenti rivelano che il disco era stato composto dalla precedente formazione.

## Curiosità
- Alla registrazione non ha partecipato il bassista di lungo corso Robin Graves, in quel periodo era impegnato con il suo progetto parallelo December Moon. Al suo posto è stato chiamato Jon Kennedy (futuro cantante degli Hecate Enthroned), da non confondere con il primo bassista della band: Jonathan Pritchard.
- In questa versione compare anche Steve Grimmett, voce del gruppo heavy metal anni '80 Grim Reaper.

## Tracce
Testi di Dani Filth, musiche di Cradle of Filth.
1. Macabre, This Banquet – 1:33
2. Nocturnal Supremacy – 6:02
3. Heaven Torn Asunder – 6:54
4. Dusk and Her Embrace – 6:12
5. A Gothic Romance – 8:43
6. The Graveyard by Moonlight – 2:01
7. Funeral in Carpathia – 8:19
8. Beauty Slept in Sodom – 6:34
9. The Haunted Shores of Avalon – 7:10
10. Carmilla's Masque – 2:57
11. A Gothic Romance (Demo) – 8:23
12. Nocturnal Supremacy (Demo) – 6:14

## Formazione
Gruppo
- Dani Filth - voce
- Paul Allender - chitarra
- Paul Ryan - chitarra
- Jon Kennedy - basso
- Benjamin Ryan - tastiera
- Nicholas Barker - batteria

Coriste
- Sarah Jezebel Deva - voce addizionale
- Danielle Cneajna Cottington - voce addizionale

Altri musicisti
- Cronos - voce narrante (The Haunted Shores of Avalon)
- Steve Grimmett - voce narrante (The Haunted Shores of Avalon)